# Walter Mößinger
Walter Mößinger (Emmendingen, Alemania Federal; 1 de marzo de 1949 – Teningen, Alemania; 3 de marzo de 2024) fue un gimnasta alemán que participó principalmente en la década de 1970.

## Carrera
A nivel de Juegos Olímpicos participó en Múnich 1972 donde en el evento all-around terminó en el lugar 24 entre 113 participantes, en la prueba de salto terminó en el lugar 64 entre 111 participantes, en la barra horizontal terminó en el lugar 31 entre 113 participantes, en las barras paralelas terminó en el lugar 22 entre 112 participantes, y en los aros terminó en el lugar 16 entre 111 participantes.
A nivel de mundial participó en el Campeonato Mundial de Gimnasia Artística de 1974 en Bulgaria donde terminó en quinto lugar en el evento por equipos.